# Gustav Elstner
Gustav Elstner (15. října 1892 Antonínov u Jablonce nad Nisou – 19. února 1980) byl československý politik německé národnosti a meziválečný poslanec Národního shromáždění za Komunistickou stranu Československa.

## Biografie
Původně byl členem DSAP, v jejímž rámci patřil k levicovému křídlu. Zasedal v obecním zastupitelstvu v Josefsthalu. Od roku 1921 byl členem KSČ.
Profesí byl podle údajů z roku 1925 brusičem skla v Josefodolu. Podle jiného zdroje pracoval v Josefově Dolu u Mladé Boleslavi.
V parlamentních volbách v roce 1925 se stal poslancem Národního shromáždění. V září 1929 se uvádí, že Elstner hodlá opustit pro vnitřní neshody poslanecký klub KSČ.